# Marc LeBlanc
Marc LeBlanc ist ein US-amerikanischer Spieleentwickler und Ludologe.

## Leben und Karriere
LeBlanc studierte am Massachusetts Institute of Technology (MIT) Informatik und schloss sein Studium mit dem Master of Science ab.
Durch seine Arbeit mit dem Entwicklerstudio Looking Glass Studios wirkte er bei Entwicklung mehrerer bekannter Computerspiele mit. Dies sind unter anderem Ultima Underworld 2, System Shock, Flight Unlimited, Terra Nova und Thief.
Nach Looking Glass arbeitete LeBlanc für Sega und entwickelte die künstliche Intelligenz für die Sportspielserie Visual Concepts. 2003 arbeitete er für Mind Control Software, wo er zusammen mit Andrew Leker an dem Computer-Strategiespiel Oasis arbeitete, das mit dem Independent Games Festival Award ausgezeichnet wurde. Darüber hinaus hat LeBlanc an einer Reihe von Indie-Game-Jams teilgenommen.
Er leitete auf der Game Developers Conference eine Reihe von Workshops, in denen er seine Theorien zum Spieledesign, Spielmechanik, Dynamik und Ästhetik untersucht. Dabei bezog er auch Ideen von Doug Church ein. 2004 veröffentlichte er den Design-Ansatz „Mechanics, Dynamics, Aesthetics“ (MDA) in einer wissenschaftlichen Arbeit. 2019 veröffentlichte er ebenfalls das Brettspiel Heroes Welcome.

## Acht Faktoren des Spielspaßes
LeBlanc definiert in seiner Arbeit 8 Arten von Spielspaß. Diese sind:
- Sensation/Sinnesfreude: Diese Spiele sollen bei dem Spieler Emotionen hervorrufen, Sinne ansprechen oder körperliche Reaktionen fördern. Dies geschieht zum Beispiel durch die Ästhetik und Musik des Spiels, die Steuerung oder das Charakterdesign. Beispiele: Dead Space, Dance Dance Revolution, Candy Crush Saga.
- Fantasie: Bei diesen Spielen geht es darum, den Spieler in eine Fantasiewelt eintauchen zu lassen. Teilweise kann es sich dabei um eine Form von Eskapismus handeln. Beispiele: Final Fantasy, Nier: Automata, The Legend of Zelda.
- Handlung: Das Spiel dient als dramaturgisches Mittel, um dem Spieler eine Geschichte interaktiv und immersiv zu erzählen. Beispiele: The Walking Dead (Computerspiel), Persona 3, Dear Esther.
- Herausforderung: Diese Spiele haben einen hohen herausfordernden Charakter in Form eines hohen Schwierigkeitsgrades oder starken Wettstreits. Beispiele: Dark Souls, Tetris, X-COM.
- Gemeinschaft/Kameradschaft: Diese Spiele sollen die soziale Interaktion zwischen Mitspielern fördern, um so ein Gemeinschaftsgefühl zu schaffen. Beispiele: Mario Kart, Destiny, World of Warcraft
- Entdeckung: In diesen Spielen entsteht der Spielspaß für Spieler durch das Erkunden und Erforschen der Spielwelt. Beispiele: Uncharted, Tomb Raider, Assassin’s Creed.
- Ausdruck: Diese Spiele ermöglichen es dem Spieler, sich durch das Gameplay selbst kreativ auszudrücken und Dinge zu erschaffen, z. B. als User-generated content in einem Sandbox-Spiel oder durch die Gestaltung des Avatars. Beispiele: Minecraft, Garry’s Mod, Roblox.
- Hingabe/Unterwerfung: Diese Spiele sollen als Zeitvertreib dienen und dem Spieler ermöglichen sich einer virtuellen Rolle in einer virtuellen Welt mit ihren Spielregeln hinzugeben. Häufig muss der Spieler in den Spielen Routine-Aufgaben erledigen. Beispiele: FarmVille, Landwirtschafts-Simulator, Animal Crossing.

Ein Spiel muss nicht alle Faktoren erfüllen, kann aber durchaus mehrere beinhalten. Die einzelnen Spaßfaktoren hängen von den Präferenzen der Spieler ab und werden von ihnen individuell bewertet und an Stellenwert bemessen.